# 素晴らしきかな人生
『素晴らしきかな人生』（すばらしきかなじんせい）は、1993年7月1日から同年9月16日までフジテレビ系列で木曜日22:00 - 22:54（木曜劇場）で放送されたテレビドラマ。

## 概要
この作品は、ともさかりえのテレビドラマデビュー作で作中ではともさかが、自身が演じる遥の目線でナレーションを担当。また、高畑（芝木）結女の高校生時代を演じた瀬戸朝香のテレビドラマデビュー作でもあった。浅野温子と織田裕二が共演したのは『ママハハ・ブギ』（TBS系）以来である。
登場人物のうち、芝木貢（織田裕二）や伊藤初音（富田靖子）などには今日のストーカーを彷彿とさせる言動が多く見られるが、本放送当時はストーカーという概念は認識されていなかった。
井上陽水による主題歌『Make-up Shadow』は 81.7万枚のセールスを記録した。
VHS・DVD化もされておらず、地上波でも再放送の頻度が少ない作品の1つであるが、2009年7月にはフジテレビONEで、同年9月にはフジテレビTWOで放送され、2010年にはリピート放送が複数回実施された。フジテレビオンデマンドでは全話有料配信が行われている。

## あらすじ
料理学校で講師をしながら、郊外の一軒家で娘の遥と二人暮らしをする高畑結女。ある日、遥の通う私立神岡女学館中等部のPTA役員を引き受けたことから、高校生の頃に交際していた恋人、かつ遙の血縁上の父である永沢邦生の実弟で、現在は中学校の国語の教師をする芝木貢と再会。当時から結女を想い続けて来たという芝木は、家庭科担当教師が休暇を取得するのを知って、結女を代理にと校長に依頼。そして赴任した結女に対して芝木は校内、そして強引に家庭訪問をする等で気持ちをぶつけてゆく。過去の恋愛破綻・離婚歴による心の傷。遥の母という立場などから、当初は戸惑っていた結女だが、次第に芝木に対して気持ちが傾き出す。しかし芝木は大学の同級生で、現在は同僚の伊藤初音という恋人と同棲中。同時に遙の戸籍上の父で、現在は元愛人だったアミコと再婚している幼馴染みの穂坂新平からも復縁を迫られる。そして同時期、帰国した邦生が遥に父として名乗りを挙げ、結女に接近する。

## キャスト
高畑（芝木）結女：浅野温子 （高校生時代）：瀬戸朝香　
1960年頃生まれ。高校3年の夏、邦生と交際していたが、8月中旬に捨てられる形で破綻。その直後に妊娠が判明・未婚で出産の予定だったが、幼なじみで兄貴分でもあった穂坂からの申し出もあり、彼が大学卒業と同時に結婚し遥を出産(彼女自身が高校を卒業したかは不明)しかし穂坂の浮気癖を理由に、遥との月1回の面会を認めた上で1990年12月に離婚。料理関係の道に進んだ後、料理学校の講師で生計を立てるようになり遙を育てて来た。過去の経験などから外出時も化粧をしない等、質素で冷淡な印象を持ち、恋愛などに心を閉ざしていたが、芝木貢と再会。彼からの告白などで心境に変化が現れ再婚を決意する。乳がんの発病、初音からの嫌がらせと自殺等、さまざまなトラブルに巻き込まれたのち、以前から受講生の大河内より話のあったロンドンでの日本料理店のシェフとなる為、ひとり旅立ってゆく。3年後にガンの再発等もあり、遥の結婚と同時に帰国の途につく。実家は下町で佃煮屋を経営していた。o型。
9話〜芝木結女。
芝木貢：織田裕二
1966年頃生まれ。小学6年時、兄である邦生の恋人だった結女と出会い、恋心を抱くようになり、彼女が兄と破局・穂坂と結婚したのちも、中高の6年近くに渡って、結女たちの住む町へ赴き、遠くから眺め続けた。高校時代はやや不良じみた印象だったが、結女にふさわしい男になりたいという気持ちを抱き、3浪の末に大学へ進学。ゼミで一緒だった3歳年下の初音と同棲を開始する。のちに初音の勤務先でもある神岡女学館へ国語教師として赴任。受け持ったクラスの中に遙がいた事から結女の所在を知り、一方的なアタックを展開。初音の妊娠に戸惑うが、結女への想いから結婚等を拒絶。その結果、悲劇を招いてしまう。初音の葬儀の直後、放心状態となり、父に会った直後、初音に引きずられるように自殺しようとしたところで結女に引き留められる。正気を取り戻した後、結女とも離れて北海道の学校へ3年間の赴任を希望。爽やかで熱血漢的な印象と同時に執拗な面を持ち合わせ、非常識、自分本位な言動が多く見られる。愛車はジープ。出生名は「永沢貢」だが、父が原因で両親が離婚したことから母の旧姓に変更。長年に渡って父と兄を憎悪。初音と結女に対して父については「亡くなった」と告げ、兄については結女以外の人物の前では「兄本人が帰国」を知るまで話題にせず、海岸で再会した時には無責任だとして殴り飛ばしている。
伊藤初音：富田靖子　
芝木の恋人で大学の同級生。1969年生まれ。思い込みが激しく現実を直視出来ない・周囲に溶け込めない面を持つ。高校生の頃、大学生と交際していたが破綻。精神的ダメージを心配する両親を振り切る形で、東京の大学に進学。卒業後、音楽教師として神岡女学館に勤務。清廉潔白な印象で生徒に対しては、やや厳しめの指導をおこなっていた。のちに同棲していた貢から別れを切り出され、原因となった結女への憎悪・自らの希望で転任した中学校で発生した生徒とのトラブルなどから次第に精神を病み、付きまとい行為・窃盗未遂・自殺予告等を展開。貢に妊娠を伝えたり、父に引き合わせたりもしたが「愛情は持てない」「子供が生まれても変わらない」「結婚は出来ない」と貢から告げられ、恋敵として結女に嫌がらせ電話をした上で、列車が往来する踏切内に侵入する形で自殺。その後、幽霊として貢の前に現れる。
今泉（穂坂）アミコ：七瀬なつみ
穂坂の後妻。彼とは1990年頃に愛人関係を経て結婚。妊娠・出産を経験しないまま3年経過するも、彼が結女との復縁を望んでいると知ってつなぎ止めようと策略。結女に嫌がらせをしたり、貢と初音の同棲を学校に密告した事もあるが、気持ちを切り替えた事もあり、自ら署名した離婚届と手紙を置いた上で家を出て旧姓に戻す。この時に「結女の様な自立した女になりたい」と心に誓う。そしてパトロンのバックアップで塾を経営（この時、面接にやって来た初音の妊娠に気づき、穂坂に報告）。接触を持った遙と親しくなる等、終始、明るく前向きな性格で華やいだ印象を持つ。穂坂との結婚時には、赤いミニカに乗っていた。　　
高畑（芝木）遥：ともさかりえ（幼少期）：竹島由夏
結女の娘で神岡女学館に在籍する中学2年生。やや国語が苦手で、赤点を取り貢に呆れられた事もあるが、基本的に優等生として学級委員を任されており、明るい性格で友人も多い。初音が顧問を務める音楽部に所属。出生の秘密に揺れるが、次第に受け止めてゆく。結女の再婚に伴い、穂坂と同居し始めるが、出国する事になった結女から自立を促され、「私のパパという役目から解放したい」と別居を申し出る。自作の陶器で母の料理を演出したいという夢を持ち、中学卒業後は工房で働くようになり、17歳で浜田と結婚。1979年7月1日生まれ。A型。
9話〜芝木遥。
横山政治：大塚周夫　
神岡女学館の校長。貢と初音の同棲を責めるも、機転を利かせた結女の発言に納得した事もある。校内で暴れたり、周囲の注意に悪態をついたり、放送室に乗り込んで来て大演説をする等、身勝手な貢の勤務態度を苦々しく思っており、たびたび注意・処罰等をおこなっていたが、初音の死後、家に押し掛ける形で辞表を突きつけ、蒸発した貢を心配する。
浜田トオル：池田裕成
工房で働く青年。貢を探しに出かけた結女を心配する遥にアドバイスをした事をきっかけに遥と親しくなる。工房で働くようになった遥と接近。結婚に至る。
大河内渉：加藤善博
結女の主催する料理講座の受講生。結女に片想いを見抜かれ、軽くあしらわれる等、ひょうきんでのんびりした印象だが、実は勤務する商社のロンドンでの料理店出店プロジェクトのリサーチ等で受講に来ており、結女を引き抜きサポートをおこなう。遙の結婚式ではシェフとして料理を提供。
兼松国弘：横光克彦
穂坂の勤務する銀行の副支店長。朝礼の最中に中傷めいた言葉を吐いた穂坂の態度を注意。　
笠井直樹：長谷川明男　
銀行の副支店長。
的場公明：大出俊
結女の主治医。ラストでロンドンの担当医からの引き継ぎで彼女の寿命が長くはない事を知る。
篠原あやめ：高沢順子（5話）
結女と病院で一緒になった女性。結女同様に乳癌を患っている。
伊藤忠行：新克利
初音の父で東北在住。初音が自殺未遂騒動を起こした直後、上京。貢に結婚の意思がないのを見抜き、初音を実家に連れ帰ろうとした。懐が深く温厚な性格だが、初音の葬儀に参列した貢に対して「娘の死の原因」として焼香と供養を断り、怒りを爆発させた。　
筧志津子：中村久美　
居酒屋のママ。資金提供者である邦生とは友人以上、恋人未満だが、彼の身勝手さに呆れる事もある。結女に対して、邦生が彼女の写真を持ち続けていた事を伝えている。
永沢邦生：田中健 （青年時代）：長崎真純
1956年頃生まれ。録音技師として、松竹の大船撮影所で時代劇の格闘場面などの音を作成していた。1978年の夏、鎌倉の海岸で知り合った結女と交際していたが、良い音を収録したいという拘りから、8月中旬頃に結女を捨て海外へ。その後、遥の誕生日に録音テープを送りたいと貢に申し出るが、名乗り出る事を止められた為、匿名での送付をおこなっていた。対人関係の構築が苦手な面があり、貢と結女の結婚直後、強引に押し掛けるような形で遥に父親として名乗り出た上で連れ出す・結女に対して「その内に貢に捨てられる」と言い放ち、復縁を要求等、一方的で身勝手な態度の他、乱闘騒ぎで警察沙汰になる等、問題行動が多いが、初音の葬儀に参列した直後、貢を気に掛け、自身のおこないを省みる。結女がロンドンへ向かうのを見届けると同時に、再び南米へと出国。遙からは反感を抱かれた事もあるが、最終的には父と認められている。A型。　
永沢哲夫：田中明夫
邦生と貢の父。警察庁職員だったこともあり、若い頃は家族とともに日本海側を中心に転々としていた。邦生の自立後、妻と貢を見捨てて家を出た事から、貢から憎悪されており、結女に対して「亡くなった」と伝えられる。視力と歩行に障害が発生したこともあり金沢市の老人ホームへ入居。初音の死後、訪問した貢と和解。この際に貢から結女との結婚を聞かされる。
穂坂新平：佐藤浩市
結女とは実家が近所同士で1956年頃生まれ（4歳年上となる）。結女を「ゆめこ」と呼ぶ癖がある。彼女の母と「結女を守る」という約束をした事から、家を出ていた大学生の頃を除いて、常に彼女の側でサポートをして来た。京都府内の大学を卒業後、東京の銀行への就職を理由に帰郷。結女の妊娠を知って結婚を申し出、遥の戸籍上の父となる。しかし10年後、度重なる浮気を理由に結女から離婚を切り出され、遥が中学校に入学直後、アミコと再婚。永沢の言動により、遥に隠し通していた出生の秘密が露見。ショックを受けた遙から罵られ、涙ぐんだこともあるが、のちに父娘の絆を確信。お調子者で口数が多く、軽薄・軽率な言動が多く見られるが、愛情深い性格で面倒見が良い。結女に対して復縁を迫ったこともあるが、基本的には幼少期からの友人・遥の父として接しており、母娘の最大の理解者となる。自己所有の一軒家に住んでいる。B型
アサイタカコ：太田有美
遥と同じクラスで音楽部に所属。結婚式に参加。
カトウジュン：青木秋美
音楽部に所属。貢に憧れて遥を含む数名で彼のアパートに押しかけ、プレゼントを手渡して涙ぐむ。結婚式に参加し記念撮影をする。
安達：長岡尚彦
貢と初音の大学時代の同級生でゼミが一緒だった。初音の葬儀に参列し、そこで精神を病んだ貢を他友人とともに連れ去る。その後、面会した結女に初音の事を「思い込みが激しい」「エキセントリック」と称する。

## スタッフ
- 脚本：野沢尚　
  - 『素晴らしきかな人生』フジテレビ出版、1993年9月。ISBN 978-4594012212。
- 音楽：山梨鐐平
- プロデュース：大多亮、喜多麗子
- 演出：光野道夫、杉山登

## サブタイトル
| 各話                                                       | 放送年月日    | サブタイトル       | 演出     | 視聴率 |
| ---------------------------------------------------------- | ------------- | ------------------ | -------- | ------ |
| 第1話                                                      | 1993年7月1日  | 決して恋をしない女 | 光野道夫 | 20.7%  |
| 第2話                                                      | 1993年7月8日  | 放課後の告白       | 光野道夫 | 18.9%  |
| 第3話                                                      | 1993年7月15日 | 学園ドラマ         | 杉山登   | 19.2%  |
| 第4話                                                      | 1993年7月22日 | 女がこの世を狂わす | 杉山登   | 18.1%  |
| 第5話                                                      | 1993年7月29日 | 乳房               | 光野道夫 | 19.1%  |
| 第6話                                                      | 1993年8月5日  | 母が女になる時     | 光野道夫 | 19.3%  |
| 第7話                                                      | 1993年8月12日 | 父帰る             | 杉山登   | 17.3%  |
| 第8話                                                      | 1993年8月19日 | 飾りのない結婚式   | 光野道夫 | 16.2%  |
| 第9話                                                      | 1993年8月26日 | 年上の妻           | 杉山登   | 20.6%  |
| 第10話                                                     | 1993年9月2日  | 悲劇               | 光野道夫 | 20.6%  |
| 第11話                                                     | 1993年9月9日  | 誰のための人生     | 光野道夫 | 21.6%  |
| 第12話                                                     | 1993年9月16日 | 女の一生           | 光野道夫 | 25.0%  |
| 平均視聴率 19.7%（視聴率は関東地区・ビデオリサーチ社調べ） |               |                    |          |        |

## 夫婦純愛三部作
- 親愛なる者へ（主演：浅野ゆう子）
- 素晴らしきかな人生（主演：浅野温子）
- この愛に生きて（主演：安田成美）